# دانا پترولیوم
دانا پترولیوم (انگلیسی: Dana Petroleum) شرکت نفت و گاز اسکاتلندی است، که در سال ۱۹۹۴ تأسیس شد.